# غار اوردا

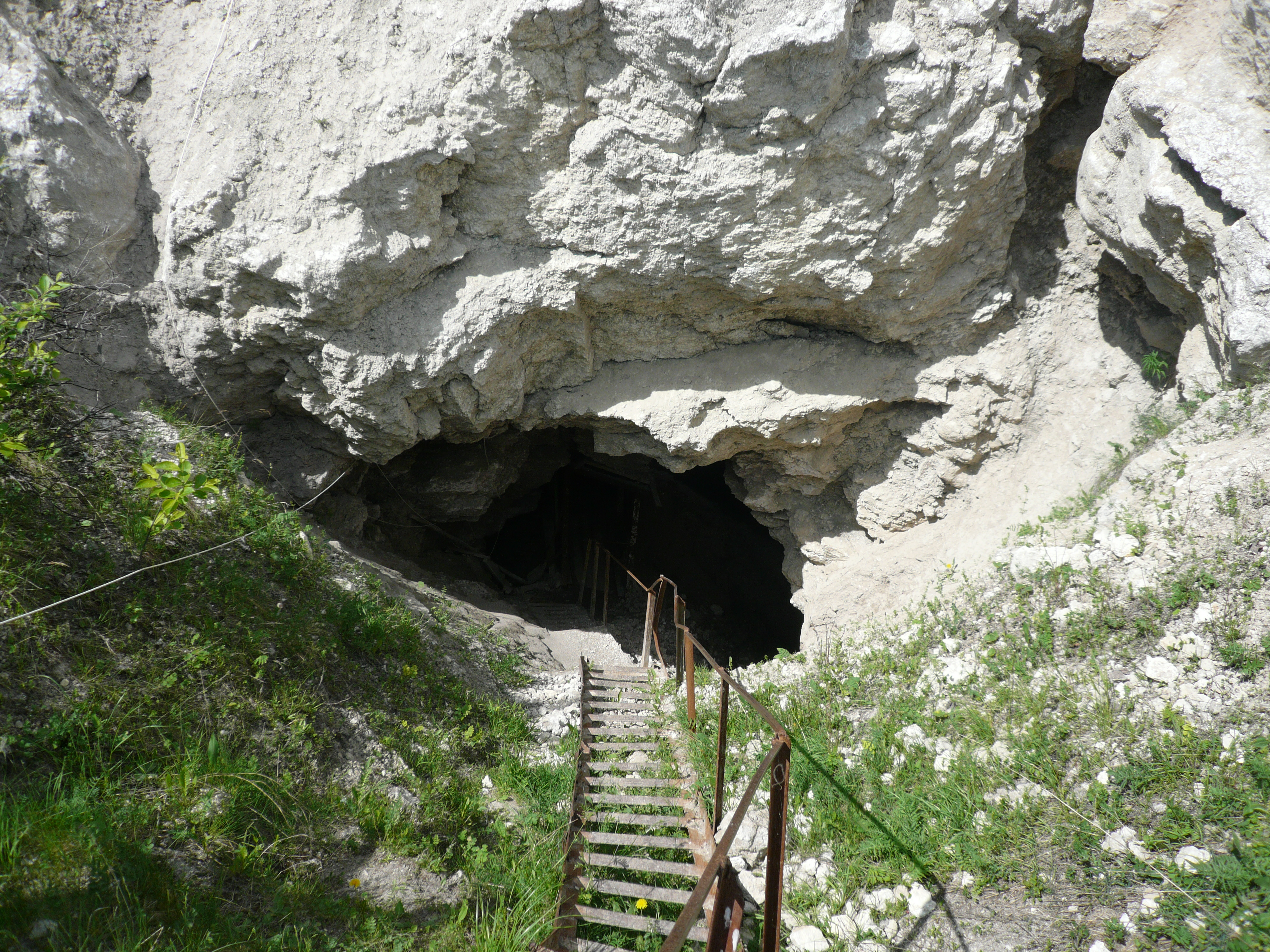
ورودیه اول غار

غار اُردا , اوردا (Orda یا Ordinskaya) بزرگ‌ترین غار گچی زیر آب جهان است. حدود ۵ کیلومتر طول دارد که ۳۰۰ متر آن خشک و بقیه زیر آب است؛ و در کشور روسیه واقع شده است.

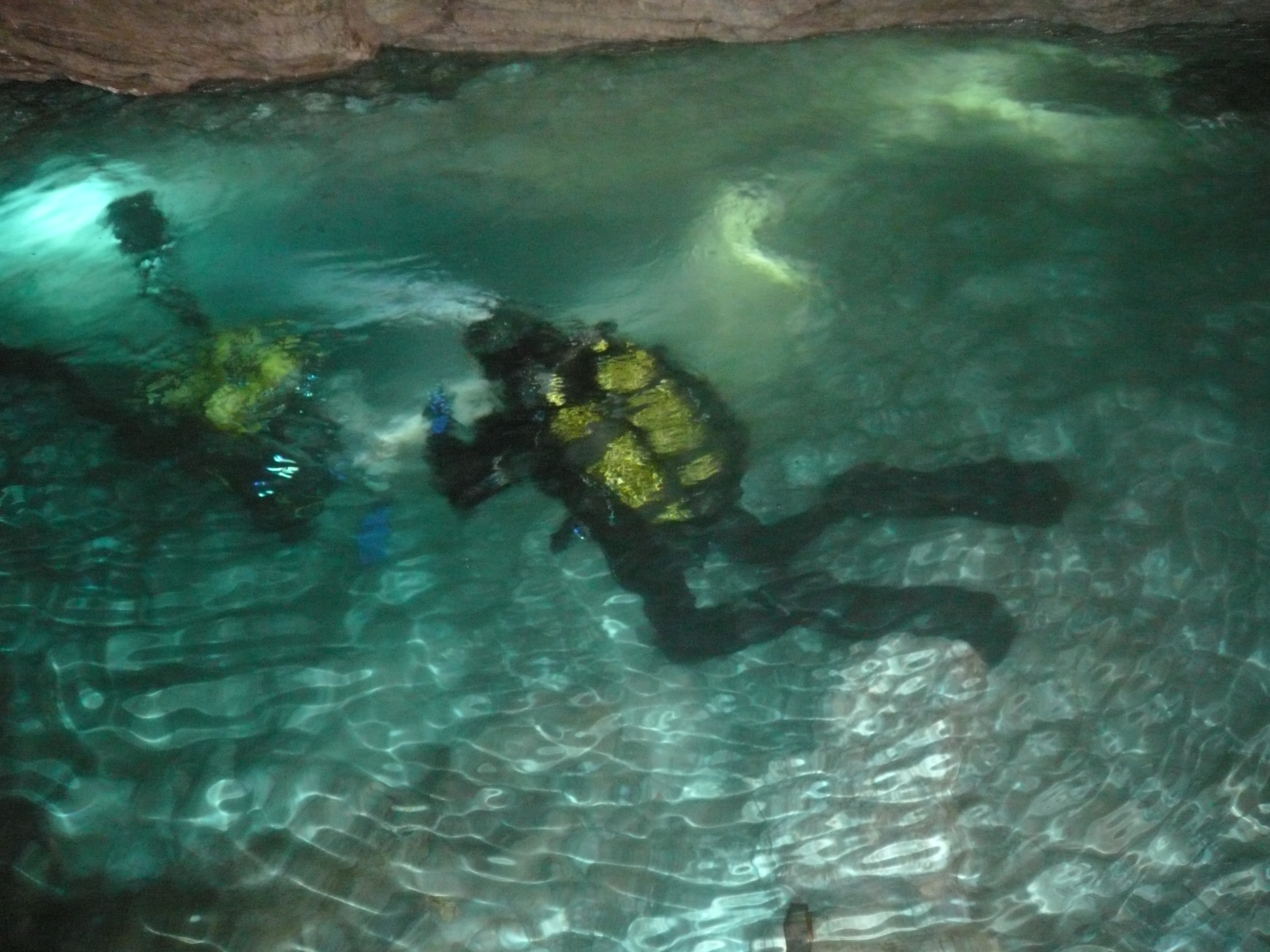
غواصی در غار

این غار در نزدیکی شهر پرم (Perm) واقع شده، چیزی حدود ۶۰۰ کیلومتری شمال شرق کازان (قازان). شهر پـِرم در غرب کوه‌های اورال قرار دارد و به همین دلیل جزو بخش اروپایی روسیه محسوب می‌شود.
طبق یک افسانه محلی، در غار بانوی غار اُردا زندگی می‌کند که نگهبان و محافظ مهمانان این غار است